# Massimo Carrera
Massimo Carrera (Sesto San Giovanni, 22 de abril de 1964) é um ex-futebolista e treinador de futebol italiano que atuava como zagueiro.

## Carreira
Revelado pelo Pro Sesto, clube de sua cidade natal, Carrera estreou profissionalmente em 1982, aos 18 anos de idade.
Foi cedido por pouco tempo a duas equipes de pouca expressão: o Russi (1983-84) e o Alessandria (1984-85). Em 1985, foi contratado pelo Pescara, cujo desempenho pelos azuis levou a ser contratado pelo Bari no ano de 1986.
Suas prestações pela maior equipe do sul da Itália fizeram com que Carrera fosse contratado pela poderosa Juventus. Em cinco anos na Vecchia Signora, foram 114 jogos e apenas 1 gol marcado.
Carrera atingiu o auge da carreira na Atalanta, que o contratou após seu contrato com a Juve ter-se encerrado. O zagueiro vestiu a camisa nerazzurra por sete anos (1996-2003), atuando em 207 partidas e marcando 3 gols.
Nos últimos quatro anos de sua trajetória como atleta, La Bandera defendeu ainda as camisas de Napoli e Treviso. Já pensando em virar treinador, encerrou a carreira em 2008, aos 44 anos, quando atuava pelo Pro Vercelli.

## Carreira internacional
Apesar de ter construído uma sólida carreira com as camisas de Juventus e Atalanta, o zagueiro teve apenas uma oportunidade pela Seleção Italiana, em 1992, quando a Squadra Azzurra enfrentou San Marino, em Cesena.

## Pós-aposentadoria
Em 2009, assinou com a Juventus para ser o treinador das categorias de base da Vecchia Signora. Com a suspensão do técnico Antonio Conte, em 2012, chegou a trabalhar interinamente na função por 3 meses. No mesmo ano, foi “rebaixado” para auxiliar-técnico de Conte. Entre 2014 e 2016, exerceu a função na Seleção Italiana.
Ainda em 2016, foi contratado pelo Spartak Moscou para auxiliar Dmitriy Alenichev. Com a demissão do ex-meia em agosto, assumiu o cargo interinamente e, com bons resultados, foi efetivado.

## Envolvimento em acidente
Na véspera da virada do ano de 2010, Carrera se envolveu em um acidente na Autostrada A4, que culminou na morte de duas meninas.
Assim como um dos motoristas envolvidos no acidente, Carrera foi investigado por homicídio culposo (sem a intenção de matar). Ações judiciais a favor do ex-zagueiro alegam que ele não teria outra forma de evitar o acidente.

## Títulos Como treinador
Spartak Moscou
- Campeonato Russo: 2016–17
- Supercopa da Rússia: 2017